# Forte de Nossa Senhora das Mercês de Catalazete
O Forte de Nossa Senhora das Mercês de Catalazete também conhecido como Forte Novo das Mercês, Bateria do Catalazete ou Forte do Catalazete, localiza-se em São Julião da Barra, na freguesia de Oeiras e São Julião da Barra, Paço de Arcos e Caxias, município de Oeiras, Grande Lisboa, em Portugal.

## História

### Oséculo XVIII
Este forte remonta a 1762, quando foi erguida uma pequena bateria artilhada entre a chamada Feitoria de Oeiras e o Forte de Santo Amaro do Areeiro, com a finalidade de reforço da defesa proporcionada pelo Forte de São Julião da Barra. Inicialmente um simples muro de alvenaria, já estaria concluído em 1763, quando foi visitado pelo Tesoureiro-Geral da Marinha, que lhe constatou uma guarnição sob o comando do Capitão Sebastião Pereira de Mesquita, artilhado com nove peças: duas de bronze do calibre 40 e sete de ferro do calibre 24.
Um relatório ou mapa de inspeção, datado de 1777, dá o forte como ainda aberto pelo lado de terra, ocupado por uma família de paisanos, artilhado com dez peças e conservando 276 balas. Posteriormente foram-lhe procedidas obras de conservação (1793), e um relatório de 1796 aponta-lhe dez peças de artilharia do calibre 24.

### Oséculo XIX

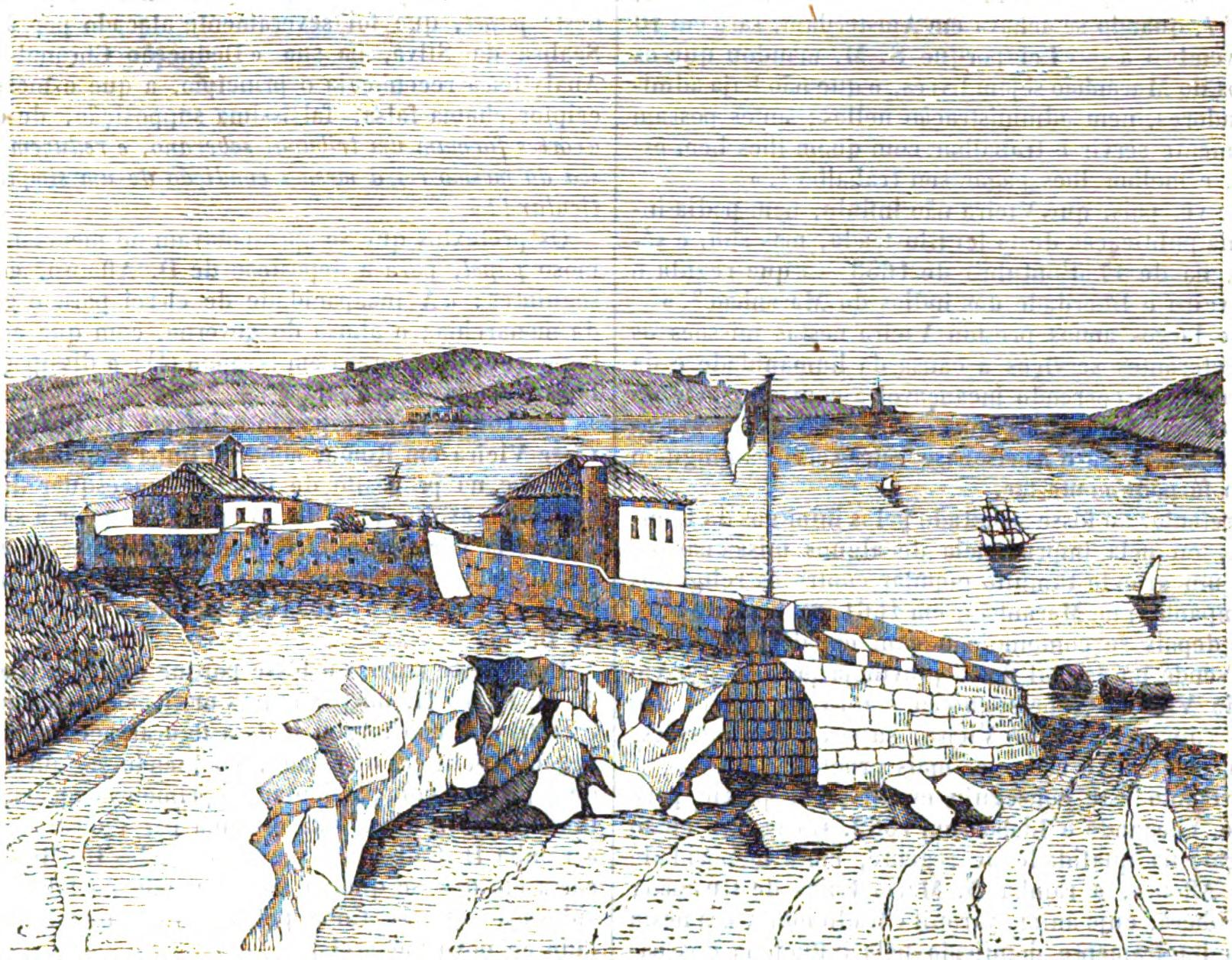
O Forte de Catalazete em gravura do século XIX.

A informação de 1804, dá conta de que encontrava guarnecido por dois cabos e treze soldados, número aumentado no ano seguinte para dois cabos de esquadra e dezesseis soldados de Pé de Castelo, quando a sua artilharia se elevava a onze peças do calibre 24.
Após a Guerra Peninsular, ao contrário de outros fortes marítimos no período, mantinha-se guarnecido e artilhado, sob o comando do tenente-coronel Pedro José Botelho de Gouveia (1824) sucedido pelo tenente-coronel José Inácio Tinoco de Sande Vasconcelos, que governou a praça de Setembro a Dezembro de 1824. Este, por sua vez, foi sucedido, no ano seguinte, pelo tenente-coronel das Companhias Provisórias de Angola, Luís António de Mendonça.
À época das Guerras Liberais este forte encontrava-se guarnecido por um sargento, um cabo e vinte soldados de artilharia, provido com peças do calibre 36, tendo respondido ao fogo da esquadra francesa que, sob o comando do almirante Roussin, forçou a barra do Tejo (1831). Ao final desse mesmo ano, foi reedificado, encontrando-se, no ano seguinte (1832), sob o comando do major José Joaquim de Santana, quando se encontrava artilhado com dez peças. Em 1833 foi evacuado.
Em meados do século XIX, nominalmente sob o comando do tenente-coronel Pedro Celestino de Barros, encontra-se desactivado, em mau estado de conservação e habitado por um único soldado veterano (1851). Posteriormente, ainda em ruínas, foi comandado pelo major José Maria Guedes Trinité (1856) e pelo capitão reformado Barão de Sabroso (1872). Com a perda de sua função defensiva, diante da evolução dos meios bélicos, as instalações do forte foram arrendadas por nove anos ao Conselheiro João José Mendonça Cortês, que as transformou na sua residência (Outubro de 1888). Demandado judicialmente por não ter honrado com os pagamentos, o Conselheiro foi obrigado a abandonar a sua residência no forte (1897). As suas instalações foram comandadas, então, pelo major reformado José Joaquim da Costa Bento (1899-1910).

### Oséculo XX
Durante o Estado Novo português, o forte passou a ser utilizado pelas famílias de diversos funcionários da Direcção do Serviço de Obras e Propriedades Militares, sendo as suas instalações severamente danificadas pelo ciclone que se abateu sobre Lisboa em Fevereiro de 1941. No ano seguinte, quando da abertura da avenida Marginal, as autoridades militares entregam este forte ao Ministério das Finanças, que o cedeu em seguida à Junta Autónoma das Estradas, para que fosse restaurado no contexto do arranjo paisagístico projectado para aquela orla marítima.
Dez anos mais tarde, em 1952, ainda ocupado por familiares de funcionários da DSOPM, foi cedido à Brigada Naval da Legião Portuguesa, para ampliação da Colónia de Férias Dr. Pedro Teotónio Pereira. Houve resistência ao abandono do imóvel, o que deu lugar a moroso processo de despejo, em virtude do que, a Legião Portuguesa desisitiu de tomar posse daquelas instalações, devolvendo o imóvel ao Ministério das Finanças (1954). Concluído o processo no ano seguinte, este Ministério iniciou os trabalhos de recuperação e restauro, até que, em Janeiro de 1959 o forte pôde ser inaugurado, como Colónia de Férias (pousada) da Mocidade Portuguesa.
As instalações do forte encontram-se, desde 1977, sob responsabilidade da Associação Portuguesa de Pousadas de Juventude, função que conserva até aos nossos dias.
A sua classificação perante o património arquitectónico encontra-se actualmente em estudo.

## Características
Fortificação marítima, apresenta planta pentagonal irregular. Pelo muro do lado sul, abrem-se nove canhoneiras distribuídas quatro no alçado sudoeste, quatro no sudeste e uma no oeste. Nos ângulos salientes, erguem-se três guaritas com formato circular, cobertas por cúpulas cónicas. No terrapleno, ergue-se edifício de dois pavimentos, com planta rectangular, coberto por telhado de quatro águas.